# لينكولن (نيوهامشير)
لينكولن (بالإنجليزية: Lincoln, New Hampshire)‏ هي بلدة أمريكية تقع في الولايات المتحدة في مقاطعة غرافتون (نيوهامشير). يقدر عدد سكانها بـ 1,662 نسمة ومساحتها 339.0 كم2وترتفع عن سطح البحر 247 متر.